# Théâtre romain de Brégence

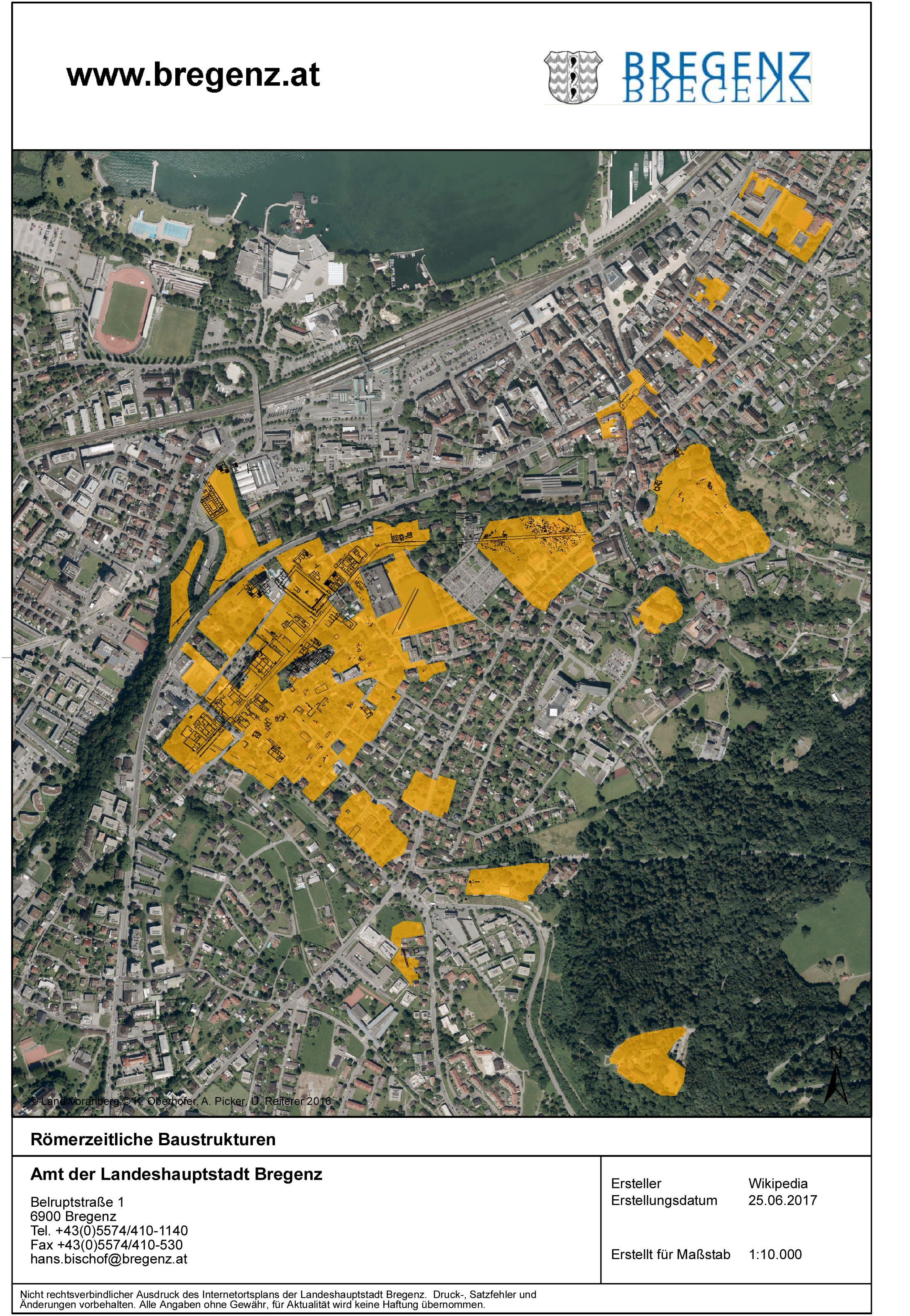
Brégence à l'époque romaine

Le théâtre romain de Brégence est un édifice de spectacle antique situé dans l'ancienne ville de Brigantium, aujourd'hui Brégence, dans la province du Vorarlberg en Autriche. Il a été fouillé en 2013 et 2019 par des archéologues du musée de la province de Vorarlberg (en allemand Vorarlberger Landesmuseum).    

## Situation
Le théâtre romain est situé dans la Thalbachgasse, directement à l'ouest et en contrebas de la vieille ville de Brégence, à 408 mètres au-dessus du niveau de la mer. Sous l'Antiquité, le ruisseau Thal, aujourd'hui canalisé et recouvert, coulait en plein air et délimitait le théâtre sur son côté ouest.

## Histoire
L'existence d'un théâtre romain dans cette zone était supposée depuis plusieurs décennies, mais n'a été officiellement confirmée par l'archéologie qu'en 2013 puis en 2019.
En l'absence de sources, on ne connaît que peu de choses concernant l'histoire et l'utilisation de ce théâtre.

## Bâtiment
Le théâtre pouvait accueillir plus de 2 000 spectateurs, soit plus que ce que Brégence comptait d'habitants au temps de la Rome impériale. Il devait donc avoir un rayonnement régional au-delà des seules frontières de la cité. En comparaison, le théâtre antique de Mayence (Mainz) en Allemagne était le théâtre le plus grand au nord des Alpes avec environ 10 000 places.
La cavea se composait de gradins semi-circulaires étagés avec au moins deux accès (vomitoria). En l'absence de vestiges, la présence au sommet des gradins d'une galerie couverte ou d'une colonnade (porticus) en bois reste hypothétique, tout comme celle d'un éventuel velum.